# 典型元素
典型元素（てんけいげんそ、main group (block) element、typical element、representative element）とは、周期表の1族、2族と13族から18族の元素（第12族元素については後述する）で、全ての非金属と一部の金属から構成される元素の区分である。これに対して3族から12族の元素は遷移元素と呼ばれる。ただし、IUPACの2005年の勧告では典型元素（typical element）は第2 - 3周期の第1，2，13 - 17族元素に限られており、水素原子や貴ガス元素、第4周期以降の元素は典型元素に含まれない。旧来の典型元素に近い分類としては主要族元素（main group element）があるが、こちらにも水素原子は含まれていない（その一方で、IUPACによる2011年の「Principles of Chemical Nomenclature」では「main group element」に水素原子を含んでいる）。
典型元素はsブロック元素（1 - 2族）とpブロック元素（13 - 18族）とから構成され、（2族の隣は13族とすると）族番号が増えるにつれ価電子が一つずつ増え、族ごとに固有の化学的性質を示す。言い換えると、価電子により化学結合の特性が決まる（記事電子配置に詳しい）ため、価電子の構成を同一にする族ごとに化学的性質が変化することになる。

## 性質
典型元素の性質は族的あるいは周期的に変化するが次のような特徴を持つ。
- 族ごとに特有の性質を示す（特有の性質に呼応して「アルカリ金属」、「ハロゲン」など性質に由来する族の別名を持つ）。
- オクテット則に従う場合が多い（13族は結果として従わないことがある）。
- 族が小さいほど陽イオンになりやすく、大きいほど（18族を除く）陰イオンになりやすい。
- 単体は周期表の右上（第2周期17族）ほど共有結合性物質の性質が強く、左下（第6周期1族）ほど金属的性質が強い
- 短周期の族番号をN（1 - 2族はI - II、13 - 17族はIII - VIIとする）とすると、最大の正酸化数は+Nをとり、最小の負の酸化数は-(8-N)の値をとる。これをアベックの規則（en:Abegg's rule, Abegg's law of valence and countervalence）と呼ぶ。

## 典型元素の族
各族の性質の詳細は記事 第1族元素 - 第18族元素 に詳しい（記事へのリンクは次の表の1列目） 
| IUPAC命名法の元素族名 | 短周期表の属名 | 長周期表の族名 | 別名                                                   | 元素                                 |
| --------------------- | -------------- | -------------- | ------------------------------------------------------ | ------------------------------------ |
| 第1族元素             | I族            | IA族           | アルカリ金属                                           | 1H, 3Li, 11Na, 19K, 37Rb, 55Cs, 87Fr |
| 第2族元素             | II族           | IIA族          | アルカリ土類金属                                       | 4Be, 12Mg, 20Ca, 38Sr, 56Ba, 88Ra    |
| （遷移元素）          |                |                |                                                        |                                      |
| 第12族元素            | II族           | IIB族          | 特になし（あえて亜鉛族と呼ばれることもある）           | 30Zn, 48Cd, 80Hg, 112Cn              |
| 第13族元素            | III族          | IIIB族         | 土類金属（ホウ素族と呼ばれることもある）               | 5B, 13Al, 31Ga, 49In, 81Tl           |
| 第14族元素            | IV族           | IVB族          | 特になし（あえて炭素族と呼ばれることもある）           | 6C, 14Si, 32Ge, 50Sn, 82Pb, 114Fl    |
| 第15族元素            | V族            | VB族           | 特になし（ニクトゲンまたは窒素族と呼ばれることもある） | 7N, 15P, 33As, 51Sb, 83Bi            |
| 第16族元素            | VI族           | VIB族          | カルコゲン（酸素族と呼ばれることもある）               | 8O, 16S, 34Se, 52Te, 84Po, 116Lv     |
| 第17族元素            | VII族          | VIIB族         | ハロゲン                                               | 9F, 17Cl, 35Br, 53I, 85At            |
| 第18族元素            |                | 0族            | 貴ガス                                                 | 2He, 10Ne, 18Ar, 36Kr , 54Xe, 86Rn   |

## 第12族元素（亜鉛族）

12（2B）族を遷移元素とした周期表の例

教科書や論文によって12族を典型元素としたり遷移元素としたり、あるいは同じ教科書の中で12族に対し双方の表現が使われたりする場合がある。国際純正・応用化学連合（IUPAC）のGold bookにおける「transition element」（遷移元素）の定義は、2023年時点でも「完全に満たされていない（閉殻していない）d軌道を持つ元素、あるいは完全に満たされていないd軌道を持ったイオンを生成する元素」となっており、この定義に従えば第12族元素は遷移元素には含まれないことになる。なお、このGold bookの定義は（以前の）Red bookを参照しているのだが、実はその後の2005年勧告では「the elements of groups 3–12 are the d-block elements. These elements are also commonly referred to as the transition elements, though the elements of group 12 are not always included」と、第12族元素は遷移元素に含まれることとなっている（ただし「いつも含まれるとは限らない」との但し書き付ではある）。このように、第12族の扱いに関しては現状揺らぎがあるといえる。